# Teruo Nakamura
Teruo Nakamura (中村 輝夫, Nakamura Teruo, nascido Attun Palalin; também conhecido como Suniuo; 8 de outubro de 1919 – 15 de junho de 1979) foi um soldado taiwanês-japonês do Exército Imperial Japonês que lutou pelo Japão na Segunda Guerra Mundial e não se rendeu até 1974. Ele segurou o último reduto japonês conhecido a se render após o fim das hostilidades em 1945.

## Serviço Militar
Nakamura foi um aborígene, provavelmente Amis, da colonização japonesa de Taiwan. Nascido em 1919, ele foi recrutado pela unidade de voluntários de Takasago do Exército Império Japonês em 1943, quando ele tinha 24 anos de idade. Ele foi enviado para Morotai, uma ilha da Indonésia, pouco antes dela ser invadida pelos Aliados, em setembro de 1944, na Batalha de Morotai. Nakamura foi declarado morto em março de 1945.
Após a captura da ilha, passou a morar com outros retardatários na ilha até 1950, quando passou a passar longos períodos por conta própria na ilha. Até 1956 quando decidiu abandonar definitivamente a sua aliança com os outros redutos restantes da ilha e partiu para a construção de uma pequena propriedade de sua autoria, que consistia em uma pequena cabana de em um campo cercado de 20 por 30 metros. Quando perguntado pelo motivo de deixar os outros, Nakamura alegou que os outros haviam tentado matá-lo, no entanto, esta alegação foi negada pelos três outros retardatários, que foram descobertos no final da década de 1950.

## Descoberta
A cabana de Nakamura foi descoberta acidentalmente por um piloto em meados de 1974. A embaixada do Japão em Jacarta, Indonésia, solicitou a assistência do governo Indonésio em organizar uma missão de busca, que foi conduzida pela força aérea em Morotai e levou a sua detenção por soldados indonésios, em 18 de dezembro de 1974. Ele foi levado para Jacarta e internado. A notícia da descoberta somente chegou ao Japão em 27 de dezembro de 1974. Nakamura decidiu ser diretamente repatriado para Taiwan, ultrapassando o Japão, e lá morreu de câncer de pulmão cinco anos depois, em 1979.
O repatriamento de Nakamura e a sua persepção no público japonês, foi muito diferente dos remanescentes anteriores, como Hiroo Onoda, encontrado meses antes, sendo uma razão para isso a sua nacionalidade. Nascido em Taiwan, Nakamura era etnicamente Amis e apátridas legalmente. As questões da nacionalidade sempre foram de fundamental importância para o público japonês. Enquanto isso, a embaixada japonesa em Jacarta oferecia repatriar ele, também havendo questões diplomáticas sobre como tratá-lo, no caso dele querer voltar para Taiwan.
No momento em que foi capturado, ele não falou em japonês, nem chinês. Outro problema era que, enquanto Onoda era um oficial, o posto de Nakamura era como o de soldado conscrito de uma colônia japonesa, e era do interesse do governo japonês não suscitar na imaginação do público a colonização japonesa de Taiwan durante a Guerra. Outra questão sensível é a questão dos salários atrasados de pensão do soldado. Como soldado conscrito, Nakamura não tinha direito à pensão desde 1953, após uma mudança na lei em matéria de pensões e, portanto, somente recebeu uma quantia mínima de ¥68000 (seiscentos e oito mil iens), ou se preferir, o equivalente a €$227,59 (duzentos e vinte sete euros e cinquenta e nove centavos) na época. Nakamura levantou um clamor considerável na imprensa, motivando o governo a doar uma grande quantia semelhante ao que tinha sido dado a Ononda, que por sua fez, gerou perguntas sobre os remanescentes anteriores de Taiwan e levou à discussão pública a considerável das diferenças de tratamento dos repatriados japoneses e taiwaneses pelo governo.

## No Guinness World Records
Nakamura aparece no livro Guinness World Records 2010, na seção "Últimos"(página 286), como Último veterano da Segunda Guerra Mundial a se render, e está escrito também:"O recruta Teruo Nakamura (Taiwan), soldado a serviço do Exército Imperial Japonês na Segunda Guerra Mundial, só se rendeu em 1974. Baseado na ilha Morotai, Indonésia, tomada pelos Aliados em setembro de 1944, Nakamura permaneceu escondido por muito tempo depois da partida dos Aliados."